# Mostkowy Potok
Mostkowy Potok – potok, dopływ rzeki Ochotnica. Wypływa na wysokości około 850 m w miejscowości Ochotnica Górna i spływa początkowo w kierunku północno-wschodnim. Na wysokości około 700 m łączy się z drugim źródłowym ciekiem i od tego miejsca jednym korytem spływa w kierunku północnym. Na wysokości około 650 m na osiedlu Czepiele uchodzi do Ochotnicy jako jej prawy dopływ.
Zlewnia Mostkowego Potoku znajduje się w Paśmie Lubania należącym do Gorców. Obejmuje jego północne zbocza na odcinku od szczytu Bukowinki (923 m) po Runek Hubieński (997 m). Ich północne grzbiety tworzą zbocza doliny Mostkowego Potoku. Krótki północny grzbiet znajdującej się między nimi Kotelnicy (946 m) oddziela dwa źródłowe cieki Mostkowego Potoku. Dolina potoku jest stosunkowo płytko wcięta. Znajduje się w niej należące do Ochotnicy Górnej osiedle Mostkowe, od którego pochodzi nazwa potoku. Zlewnia Mostkowego Potoku obejmuje tereny w większości porośnięte lasem, ale częściowo także zabudowane i pokryte łąkami i polami uprawnymi kilkudomowego osiedla Mostkowe.
Cała zlewnia Mostkowego Potoku znajduje się w granicach wsi Ochotnica Górna w województwie małopolskim, w powiecie nowotarskim, w gminie Ochotnica Dolna.